# 鄧澤如
邓泽如（英语：Tung Yen，1869年3月19日—1934年12月19日），原名邓恩，号愚翁，生于广东江門，马来西亚华侨，中国民主革命家，中华民国政治人物。

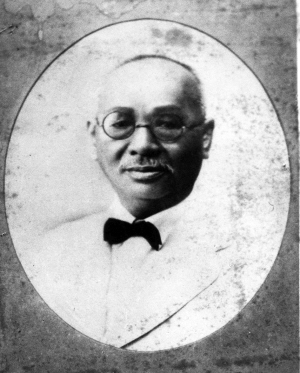
邓泽如

## 生平

### 为革命筹款
1869年3月19日（清朝同治八年二月初七），邓泽如生于广东省江門市蓬江區篁边乡。18岁时，作为契约劳工赴马来西亚，最初在橡胶园当雇工，后来获南洋富商黄陆佑赏识，当账房先生。此后，邓泽如赴金宝开锡矿，积聚一定财富后，又转赴森美蘭州瓜拉庇劳縣开垦橡胶园，兼做药材生意，他开设了图南药材店，经营杂货生意，并且在芙蓉市开办了光亚印刷文具店。经过十多年的努力，到辛亥革命前夕，邓泽如已拥有500余亩橡胶园、多间店铺，是当地华人圈中的名人。
1906年，孙中山致信邓泽如，希望其能为革命捐款。该信由孙中山托汪精卫带到马来西亚的邓泽如家。汪精卫来拜访时，邓泽如正好出门。邓泽如得知消息后，追上汪精卫，捐献了一千多元钱。
清朝光绪三十三年（1907年），邓泽如加入中国同盟会，任挂罗庇朥埠分会长，为起义筹款。
1909年2月，孙中山亲赴森美兰、芙蓉、吉隆坡鼓吹革命，邓泽如至此首次见到了孙中山。1906年以来，孙中山与邓泽如的往来书信共300多封。其中1907年至1911年4月底，孙中山致邓泽如的38封信中，有25封是嘱咐邓泽如捐款。在信的落款处，孙中山自称“弟”。孙中山还曾在信中赞扬邓泽如“热心革命，力任筹饱和之功，必与身临前敌者共垂千古而不朽矣，足见苦见劳力，为国奔驰，钦佩无极也”。
1909年，孙中山在新加坡得不到华侨的支持，于是将南洋英国、荷兰属地的中国同盟会总会自新加坡迁到槟城（槟榔屿），孙中山派邓泽如负责党务及筹款。此外，孙中山还在新加坡筹办《中兴日报》，邓泽如负责该报的招股募捐。
1910年，邓泽如的第一个儿子出生，由黄兴取名为“邓光夏”。1910年2月，广州新军起义失败，中国同盟会会员胡汉民等赴南洋筹款，但走遍新加坡、芙蓉、府坡、马六甲、怡保等地，捐款者很少。当时，邓泽如的小妾陈氏产后患有重病，邓泽如为了革命而毅然离开家，在华侨华人中间帮助筹款。经邓泽如游说，马来西亚芙蓉县的一位姓谭的老华侨，将一生购置的所有物业屋宇拍卖，以资助军饷。经各埠华侨支持，邓泽如总共募集到47663元，在支持黄花岗起义的华侨捐款中名列第二位。
1911年武昌起义成功后，在美国的孙中山回国主持政局。途经新加坡时，孙中山约邓泽如登船会晤，孙中山委邓泽如以“广东都督”之职，邓泽如则自称“泽本商人，素无政治军事之学识”，婉言谢绝。
1912年，孙中山在南京就任临时大总统后，致电南洋促请邓泽如回国，并嘱其护送孙中山的眷属赴南京。邓泽如遂将南洋的党务工作托付给谭扬，自己于1912年2月6日启程归国。回到中国初期，广东都督胡汉民曾邀其担任广东都督府实业司司长、官钱局总办，但被邓泽如推辞。此后，邓泽如赴广东恩平、翁源等地考察矿务。早在旅居南洋期间，邓泽如便写有一篇《南洋锡业概论》。1913年6月12日，邓泽如将在广东的调查成果写成了《调查北江煤矿之意见书》。
1913年二次革命失败后，邓泽如返回南洋重营旧业。1914年底，孙中山策划讨伐袁世凯，成立中华革命党， 设南洋筹饷局，委任邓泽如为南洋筹饷局委员长，继续负责筹款。1915年，邓泽如和孙中山派来的许崇智、邓铿等人以“中华实业公司”的名义募集到数十万元，并将该款汇回中国，充作讨袁经费。1917年， 孙中山南下广州组织护法军政府，发行“军需公债”，邓泽如帮助推销了3万多元“军需公债”。
1918年，邓泽如50岁生日时，孙中山亲笔题写“仁者寿”的匾额送给邓泽如。此外，由胡汉民起草祝贺信，廖仲恺执笔，汪精卫、陈炯明、居正、林森、徐谦、许崇智、邓铿、戴季陶、朱执信署名。祝贺信中称：“黄克强先生语余曰：以言南洋爱国之士，吾必以邓君泽如为巨擘。”

### 反对国共合作

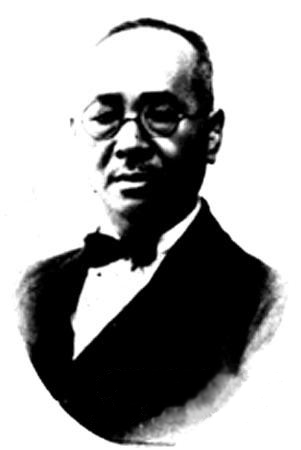
邓泽如

1920年11月底，孙中山在广州重组护法军政府，邓泽如应邀回国，出任内政部矿务局长兼广东矿务处长。
1922年6月，陈炯明部发动六一六事变，邓泽如赴香港同孙中山取得联系，筹款讨逆。1922年8月，邓泽如被任命为中国国民党广东支部长，并发表讨陈宣言。此后，邓泽如任讨陈办事处第三科主任、驻港讨逆办事处理财员。他在几个月时间内，便筹到40余万元充作讨陈活动经费。
1923年，邓泽如任陆海军大元帅大本营建设部部长、两广盐运使等职。
1923年冬，在俄国革命影响下，孙中山决定改组中国国民党。1923年10月，孙中山指派廖仲恺、邓泽如等9人出任中国国民党临时中央执行委员会委员，负责筹备改组事宜。1923年11月，《中国国民党改组宣言》刚刚发表，以邓泽如为首的11人便上书孙中山，弹劾共产党，反对联共。孙中山亲笔驳斥其谬论，指出中国国民党改组及联共的必要性，告诫这些人“切不可疑神疑鬼”。随后，孙中山发表了《致全体党员书》，阐释了联俄联共的必要性。
1924年1月，中国国民党第一次全国代表大会在广州召开，正式确定了“联俄、容共、扶助农工”三大政策，邓泽如当选为中央监察委员。同年，邓泽如任中央银行董事等职。
1924年6月18日，邓泽如违背大会决议，同张继、谢持以中央监察委员的名义，向孙中山及中国国民党中央执行委员会提出“弹劾书”，弹劾共产党，并要求“从速严重处分”。
为解决容共引起的各种误解及反对，孙中山于1924年7月初发表《中国国民党关于党务宣言》，重申容共主张，指出：“凡有革命勇决之心，及信仰三民主义者，不问其平日属何派别，本党无不推诚延纳”，并且要求全体中国国民党党员“屏除疑惑”。1924年8月15日，中国国民党一届二中全会召开，专门讨论维护国共合作问题，并发表《中国国民党中央执行委员会全体会议对于全体党员之训令》。
1925年3月起，邓泽如担任国民政府财政部部长，其间廖仲恺被任命为财政部部长，但廖仲恺直至遇刺身亡也未到任。1925年9月30日，邓泽如辞去财政部部长一职，由宋子文接任。交接时，国库还剩1076.8元。
1927年4月，邓泽如、吴稚晖等人积极促成蒋介石发动“四一二政变”，邓泽如兼任中央政治委员会委员。南京国民政府成立后，1927年5月7日，以邓泽如为首的清党委员会成立，21日公布《清党条例》11条。此后，清党运动在军队、各省及海外普遍展开，彻底清洗了国民党左派与共产党。
邓泽如在中国国民党第三次全国代表大会上继续当选为中央监察委员。此后，他先后支持汪精卫、胡汉民反对蒋介石，曾在1931年当选为反对南京中央的广州国民政府委员。邓泽如还历任国民政府西南政务委员会委员、广东治河委员会委员长等职。

### 晚年生活
1929年，邓泽如的次子邓光商出生。当时邓泽如已61岁（满60周岁），他手书写下了当时的感受：“自民十六年南京政局变化后，鉴于军人专政，党国日非知，赤手空言之无补……洁身引退从事商业，暇则读书种花。”1931年6月，邓泽如因提出 “弹劾蒋介石”而被南京的中国国民党中央开除党籍，同年11月恢复党籍。
邓泽如晚年专心著书，编有 《中国国民党二十年史迹》、《孙中山先生二十年来手札》等书。
1934年12月19日，邓泽如在广州病逝，享年65岁。

### 身后之事
邓泽如逝世后，南京国民政府以“国葬”之礼为邓泽如下葬，安葬在广州近郊的下固冈龙眼洞。其墓占地面积200平方米。文化大革命期间，在龙眼洞一村民的鼓动下，红卫兵炸开邓泽如墓。墓中仅有一柄手仗、一副眼镜、一副金牙，并无任何财物。当时，有位谭姓村民收起了两块邓泽如的遗骨，葬在他自己祖先的旁边。
2006年，邓光商打听到谭姓村民改葬两块邓泽如遗骨的情况，联系到谭姓村民的后人。2006年底，邓光商率两个儿子赴广州，找到了邓泽如遗骨的葬地。

## 纪念
邓泽如原名“邓恩”，马来西亚瓜拉庇劳有条“邓恩路”，便是以其名字命名。马来西亚独立之初，政府想废除该路名，遭到当地华人反对，最后该路名获得保留。

## 家庭
邓泽如共有五个儿子。
- 正妻：黄顺美。无子女。
- 妾：陈氏，生下长子邓光夏，产后重病身亡。
  - 长子：邓光夏[2]
- 妾：冯氏，邓泽如回到中国后所纳。育有四个儿子：邓光商、邓光周、邓光武、邓光华。
  - 次子：邓光商，1956年自天津大学毕业后，被分配到水利部第一机械部工作，任职23年。1959年，邓光商与一位北京姑娘结婚，这位北京姑娘的父亲是原袁世凯的手下、第七混成旅旅长唐天喜。[2]
  - 三子：邓光周，后赴台湾国防医学院读书。后来任台北荣民总医院体检科主任，曾以世交之誼特別負責治療孫中山先生長子孫科先生的心脏问题。1996年，已患癌症的邓光周与二哥邓光商在台湾久别重逢。1998年邓光周在台北病逝。[2]
  - 四子：邓光武，后在香港生活。[2]
  - 五子：邓光华，出生在邓泽如逝世前一天。后在美国纽约生活。[2]